# Смирново (Шарангский район)
 Смирново  — опустевшая деревня в Шарангском районе Нижегородской области в составе Большерудкинского сельсовета.

## География
Расположена на расстоянии примерно 8 км на юго-восток по прямой от районного центра посёлка Шаранга.

## История
Была известна с 1748 года как деревня Игмежнур с населением 6 душ мужского пола. В 1873 году здесь (уже Игмешнур) дворов 20 и жителей 105, в 1905 (Измешнур или Крутовражье) 47 и 252, в 1926 (деревня Измешнур или Крутовражье) 57 и 272 (мари 136), в 1950 (Смирново) 22 и 66.

## Население
Постоянное население составляло 5 человек (русские 100 %) в 2002 году, 0 в 2010.